# Graetz (Unternehmen)
Graetz war ein deutsches Unternehmen, das insbesondere durch den Bau von Radios und Fernsehgeräten bekannt wurde.

## Geschichte

### Gründung

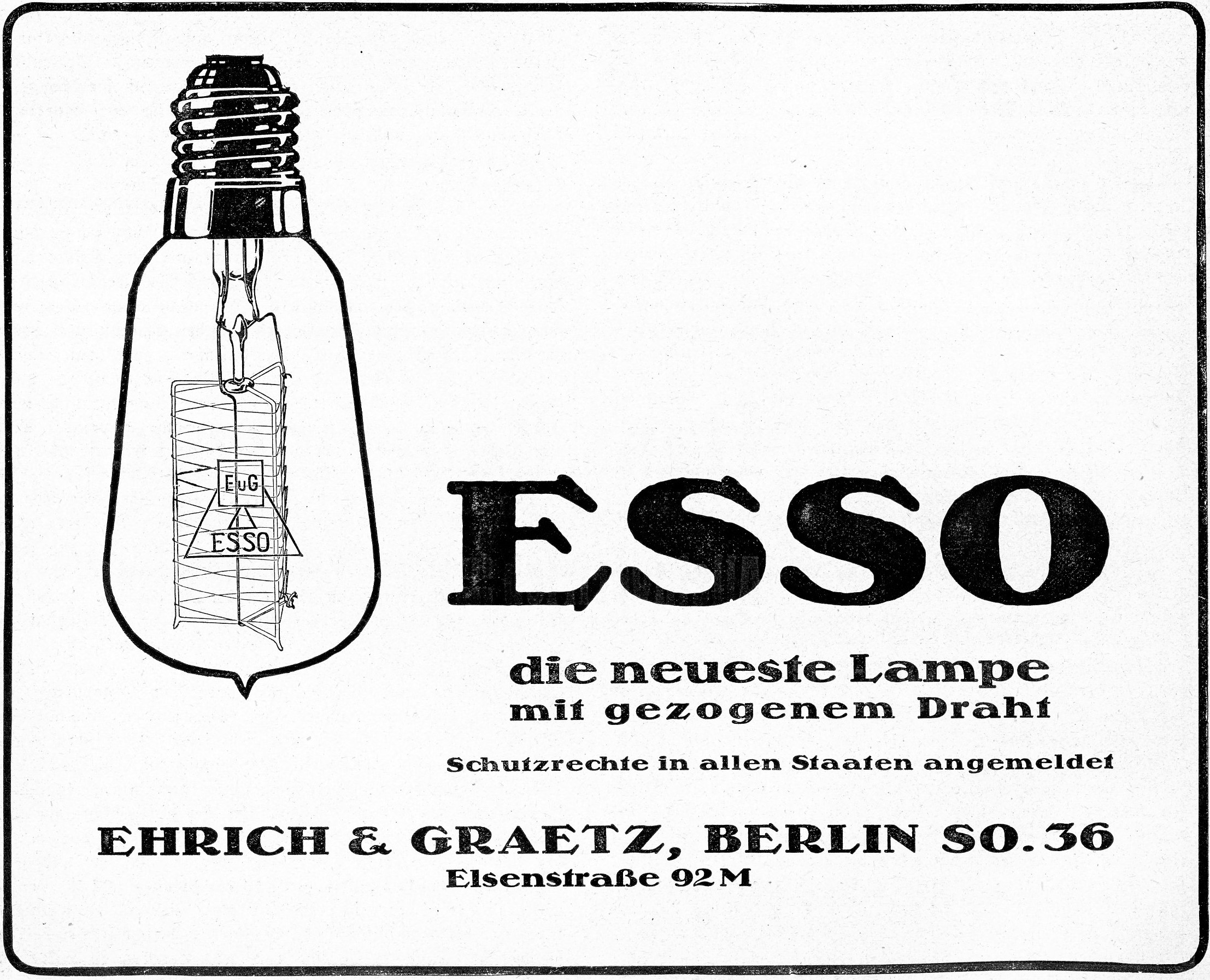
Werbeanzeige von Ehrich & Graetz aus dem Jahr 1913

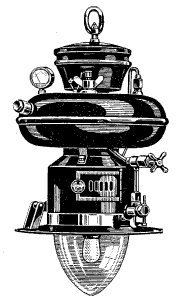
Hängelampe Petromax 834 (1930er Jahre)

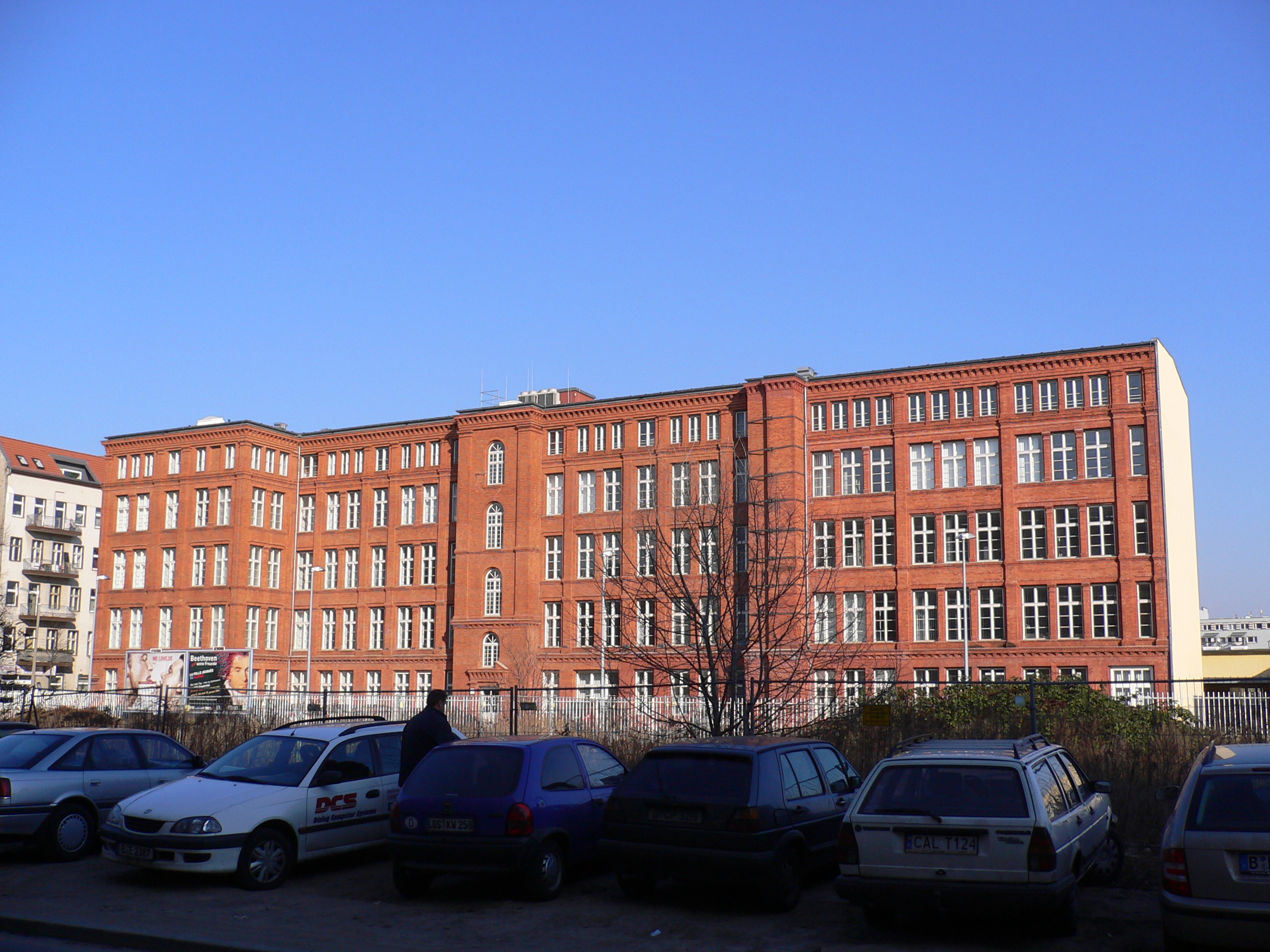
Das 1899 errichtete ehemalige Fabrikgebäude von Graetz an der Elsenstraße in Berlin-Alt-Treptow gehört heute Siemens.

Aktie über 1000 RM der Graetz AG vom Juni 1942

Das Unternehmen wurde 1866 vom Klempnermeister Albert Graetz (1831–1901) und dem Kaufmann Emil Ehrich († 1887) als Lampen-Fabrik Ehrich & Graetz OHG in Berlin gegründet und stellte ursprünglich Lampen, Brenner, Kocher und Öfen für flüssige und gasförmige Brennstoffe her.
Die Söhne Max (* 6. Dezember 1861; † 8. September 1936) und Adolf Graetz († 1909) übernahmen 1897 den Betrieb. Das Unternehmen hatte bald eigene Fabrikanlagen in den USA, in Frankreich, Österreich und Großbritannien. Das neu errichtete Fabrikgebäude an der Elsenstraße in der damaligen Landgemeinde Treptow wurde 1899 bezogen.
1907 wurde die zum Betriebsgelände führende Liststraße in Graetzstraße (heute Karl-Kunger-Straße) umbenannt. Ab 1908 produzierte Graetz erstmals elektrische Glühlampen. Im Jahr darauf wurden Max Graetz’ Verdienste für die deutsche Wirtschaft mit der Verleihung des Titels Kommerzienrat anerkannt. 1910 entwickelte Max Graetz die Starklichtlampe Petromax, die bis in die 1960er Jahre bei Graetz gebaut wurde. Daneben produzierte man in großem Umfang Haushaltsgeräte wie Wasserkocher und elektrische Bügeleisen.
Nach Beginn des Ersten Weltkrieges profitierte das Unternehmen zunächst durch eine Umstellung der Produktion auf Rüstungsgüter. Hauptsächlich wurden Patronen, Zünder sowie Maschinengewehre produziert. Dabei wuchs die Belegschaft von etwa 3000 (1914) auf 7000 Beschäftigte an.

### Nach dem Ersten Weltkrieg

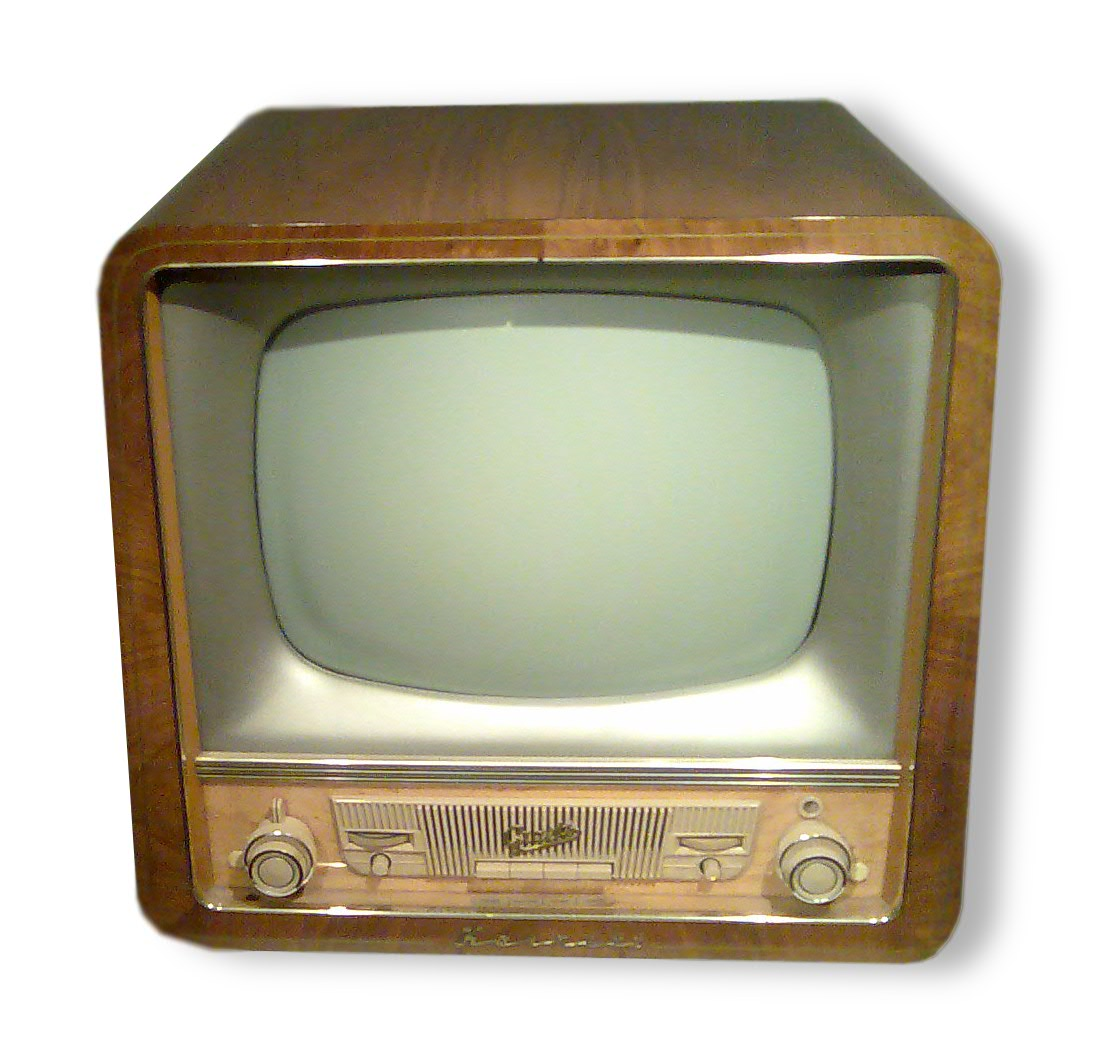
Fernsehempfänger „Kornett“ mit 43-cm-Bildröhre, 1956

Nach dem Ende des Ersten Weltkriegs wurden die Niederlassungen in Frankreich und Großbritannien beschlagnahmt. Von den 5500 Arbeitern, die am Ende des Krieges beschäftigt waren, mussten 4500 entlassen werden.
Im Jahre 1925 begann die Produktion von Radios. Fritz Graetz, ein Sohn von Max Graetz, übernahm 1928 die Geschäftsführung; Ab 1933 wurde das Unternehmen als Graetz – Radio AG fortgeführt.
Unter dem Markennamen Graetzin wurden auch Gaslampen und Kolbenschieber-Vergaser, vor allem für Motorräder, hergestellt und unter der Marke Graetzor elektrische Heiz- und Kochgeräte und Warmwasserspeicher.
Im Jahre 1941 beschäftigte Graetz 3500 Mitarbeiter, schließlich sogar 7000. Im September 1940 kamen mehrere hundert jüdische Zwangsarbeiter zu Graetz in Berlin-Alt-Treptow. Es folgten russische, französische und niederländische Zwangsarbeiter, insgesamt etwa 1100 Personen. François Cavanna berichtete davon in dem autobiografischen Roman „Das Lied der Baba“. Als die Rote Armee den Stadtteil im April 1945 einnahm, waren alle jüdischen Arbeiter schon längst deportiert worden; der letzte Transport hatte am 27. Februar 1943 stattgefunden. Dieses Kapitel der Unternehmensgeschichte wurde im April 2004 von einer Ausstellung im Jüdischen Museum Berlin aufgegriffen.

### Nach dem Zweiten Weltkrieg

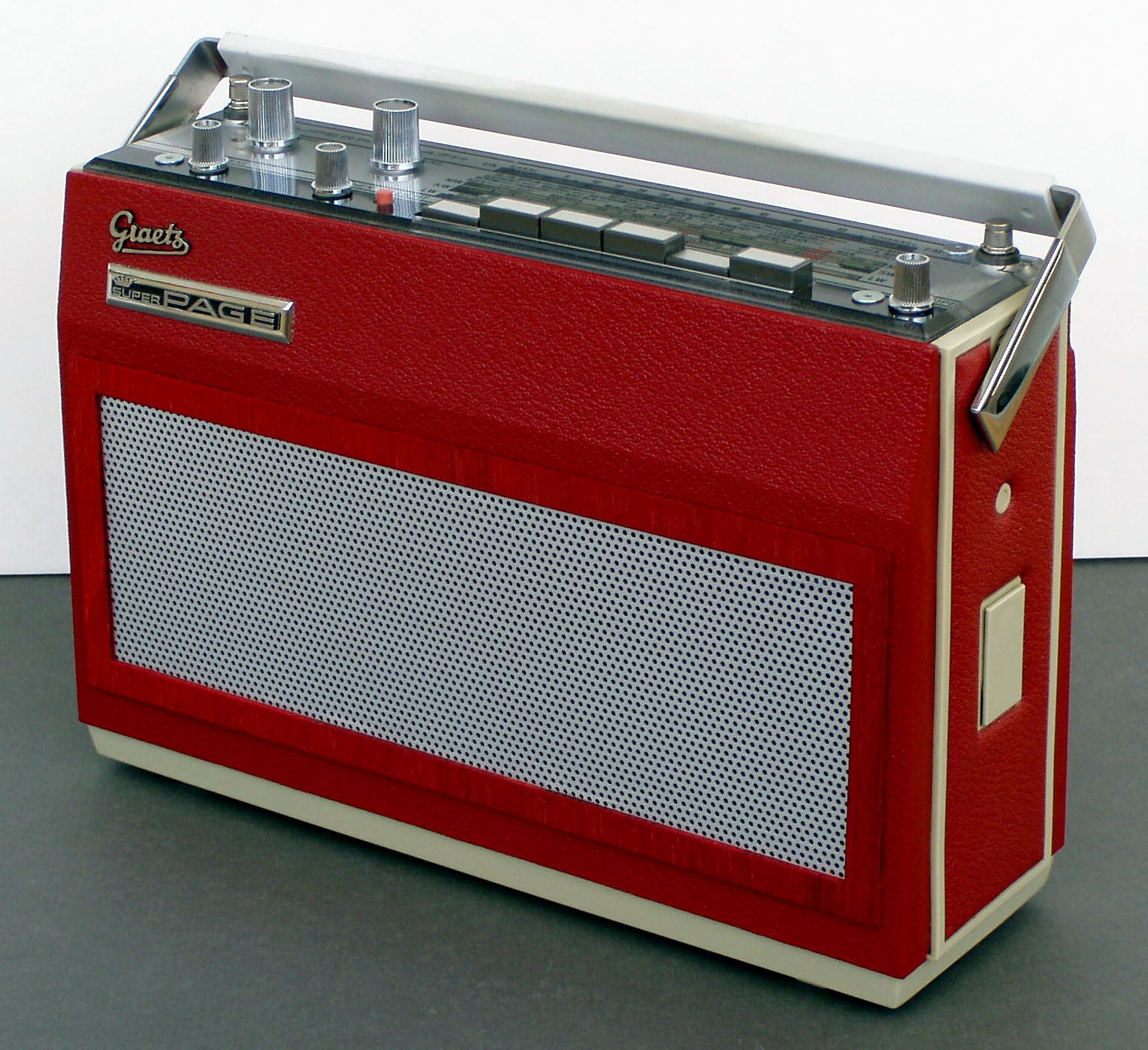
Transistor-Kofferradio „Super Page“, 1966

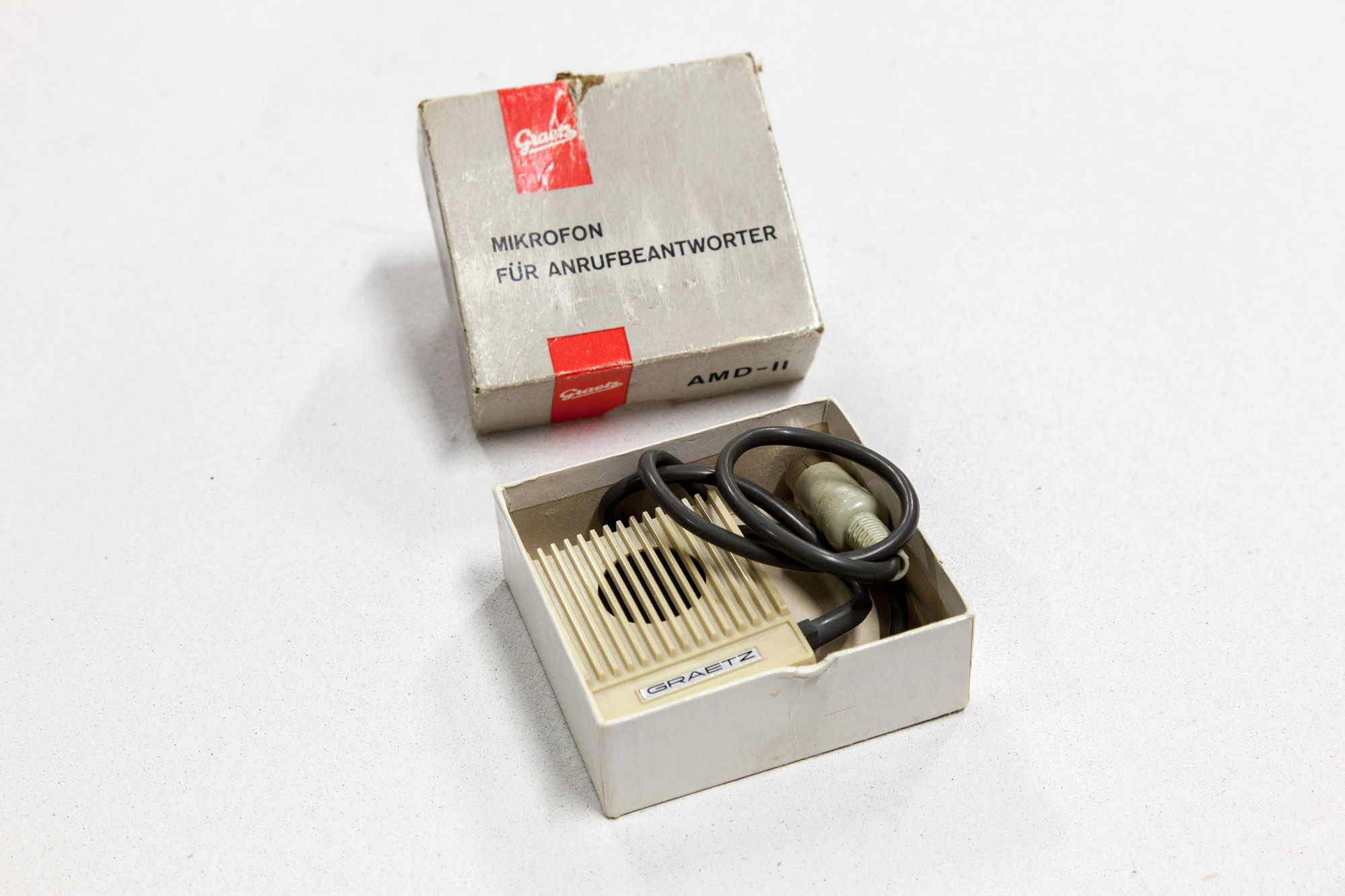
Graetz Mikrofon für Anrufbeantworter (1960er-Jahre)

Nach dem Zweiten Weltkrieg nahm das Unternehmen bereits 1945 die Produktion wieder auf. Die Berliner Betriebsteile in der sowjetischen Besatzungszone wurden spätestens 1948 enteignet, sie produzierten ab dem 8. Februar 1948 als VEB Graetz-Werk und ab 1950 als VEB Fernmeldewerk Treptow (RFT).
Erich und Fritz Graetz gründeten 1948 in Altena in Westfalen die Graetz KG und begannen mit den schon vor Kriegsende nach Bregenz verbrachten Maschinen die Produktion von Radios. Während des so genannten Wirtschaftswunders in der Bundesrepublik begann das Unternehmen mit der Produktion von Fernsehern, Musiktruhen und Strahlenmessgeräten (Teilchendetektoren). Bis 1966 wurden auch Kaffeemaschinen nach dem Perkolatorprinzip mit der Bezeichnung Graetzor hergestellt. In Altena wurden die Starklichtlaternen Petromax hergestellt.
1961 verkaufte Erich Graetz das Unternehmen mit dreizehn Produktionsstandorten, darunter den Standort Bochum, an die Standard Elektrik Lorenz (SEL) AG, die ihrerseits zu jener Zeit dem US-Konzern ITT gehörte. Hans-Heinz Griesheimer (* 1925), Vorstandsmitglied der Standard Elektrik Lorenz AG, übernahm den Vorsitz der Geschäftsführung der Graetz KG. Das Unternehmen Graetz wurde dort in den Bereich Audio Video integriert; zumindest zeitweise wurden unter den Namen Graetz und Schaub-Lorenz beziehungsweise ITT-Schaub-Lorenz baugleiche Geräte angeboten. Diesen Bereich übernahm 1987 der finnische Mobiltelefonhersteller Nokia. Seitdem wurden Unterhaltungselektronikgeräte unter diesem Namen verkauft.
2016 wurde die Graetz Italia Srl gegründet. Das Unternehmen vertreibt seitdem, in der Tradition des einstigen Familienunternehmens, Fernseher und Kleinelektronik auf dem italienischen Markt.

## Sonstiges
Die Graetz-Brücke – eine Gleichrichterschaltung, die häufig in wechselstromgespeisten Netzteilen vorkommt – ist nach dem nicht mit der Berliner Unternehmer-Familie Graetz verwandten Physiker Leo Graetz benannt.
Der Haltepunkt Bochum-Riemke der Bahnstrecke Bochum–Gelsenkirchen hieß von seiner Eröffnung 1958 bis 1993 BO-Graetz und danach, bis 2009, BO-Nokia.